# Taewon sa
Taewon sa (대원사 Klasztor Wielkiego Początku) – koreański klasztor. Jeden z najstarszych klasztorów Korei.

## Historia klasztoru
Niektórzy uważają, że klasztor został wybudowany w roku 503 na górze Ch'ŏnbong (która zasadniczo należy do masywu góry Chiri) przez mnicha-misjonarza Ado. Klasztor nosił wtedy nazwę Chukwon. Inni powątpiewają w to, gdyż "Ado" był ogólnym terminem określającym mnicha, więc założyć klasztor mógł każdy inny mnich w tym czasie. Najpewniej klasztor powstał w 548 roku i został założony przez Yongi Yosę buddyjskiego misjonarza, być może pochodzącego z Indii, który założył także inne klasztory w tym rejonie: Hwaŏm sa i Yŏngok sa. Jego pierwotna nazwa to P'hyŏngwon sa – Klasztor Spokojnego Wzgórza.
W połowie lat 600. Chajang wybudował słynną stupę, która istnieje do dziś.
W 1260 roku mistrz sŏn Wŏno Ch'ŏnyŏng (1215–1286) przebudował i znacznie rozbudował klasztor. Był on piątym opatem znajdującego się w pobliżu klasztoru Songgwang. Zmienił on także nazwę klasztoru z Chukwon na Taewon (według pierwszej wersji). Równocześnie zmienił nazwę góry z Chungbong na Ch'ŏnbong. 
W czasie japońskiej inwazji na Koreę w latach 1592–1598 został częściowo spalony. W 1685 roku mnich sŏn Ungwon przyprowadził tu swoich uczniów, z którymi odbudował klasztor i (oto druga wersja) zmienił jego nazwę z P'hyŏngwon na Taewon.
Klasztor stał się słynny ze swojej szkoły sutr.
12 stycznia 1914 roku klasztor uległ pożarowi. Do 1917 roku odbudowano 12 budynków.
W 1948 roku podczas rewolty Yŏsun w tym rejonie i potem w czasie wojny koreańskiej został opuszczony przez mnichów i niszczał. Został częściowo odbudowany w 1955 roku przez mniszkę Pŏbil. Od 1990 roku trwają dalsze prace rekonstrukcyjne na terenie klasztoru.
Klasztor otoczony jest siedmioma lotosowymi stawami.
Obecnie jest jednym z głównych klasztorów dla mniszek szkoły chogye. Podlega klasztorowi Haein.

## Znane obiekty
- Pangwang-t'ap (dziewięciokondygnacyjna stupa) – Skarb Narodowy nr 1112
- Muzeum Tybetu na terenie klasztoru

## Adres klasztoru
- 304 Yupyeong-ri, Samjang-myeon, Sancheong, Gyeongsangnam-do, Korea Południowa